# Sarnaghbyur
Sarnaghbyur là một đô thị thuộc tỉnh Shirak, Armenia. Dân số ước tính năm 2011 là 3517 người.